# Poetry Society of America
La Poetry Society of America (en español: Sociedad poética estadounidense) es una organización literaria fundada en 1910 por poetas, editores y artistas. Es la organización de poesía más antigua de Estados Unidos. Entre los miembros de la sociedad han estado escritores de renombre como Witter Bynner, Robert Frost, Langston Hughes, Edna St. Vincent Millay, Marianne Moore y Wallace Stevens.

## Historia
En 1910, la Poetry Society of America celebró su primera reunión oficial en el National Arts Club de Manhattan, que aún hoy alberga a la organización. Jessie Belle Rittenhouse, miembro fundadora y secretaria de la PSA, documentó la fundación de la Poetry Society of America en su autobiografía My House of Life escribiendo: «Sin embargo, no era una organización en el sentido formal de la palabra, sino algo fundado con la idea del salón, un lugar donde los poetas pudieran reunirse para leer y discutir su trabajo y el de sus contemporáneos, el grupo se uniría en gran medida a través de la hospitalidad de nuestros anfitriones en cuyos apartamentos se propuso seguir reuniéndonos (...) Cuando, después de muchos discursos entusiastas, se nombró a un comité para que se retirara y discutiera los detalles, no dudé en decir, aunque a riesgo de parecer ingrata a nuestros anfitriones, que era una idea demasiado grande para reducirla a una función social, en que inevitablemente se deterioraría, y si la Sociedad se desarrollaba, debería ser con una perspectiva nacional, y debería reunirse en un lugar público en lugar de uno privado».
Durante los primeros años, poetas como Amy Lowell, Ezra Pound y W.B. Yeats asistieron regularmente a las reuniones.

## Poesía en movimiento
En 1992, la Poetry Society lanzó Poetry in Motion junto con la MTA de la ciudad de Nueva York, el sistema de metro de la ciudad de Nueva York, un programa que desde entonces ha colocado la poesía en los sistemas de transporte de más de 20 ciudades de todo el país como: Atlanta, Boston, Chicago, Los Ángeles, Nueva Orleans, Portland y Salt Lake City. El programa ha sido honrado con numerosos premios, incluido un Premio al Mérito de Diseño para el Transporte, el Certificado de Mérito de la Sociedad Municipal de Nueva York, y en 2000 una proclamación del Consejo de la Ciudad de Nueva York, el cual honró al programa por su «invaluable contribución a la gente de la ciudad de Nueva York».

## Establecimiento del Premio Pulitzer
La sociedad poética jugó un papel decisivo en el establecimiento del Premio Pulitzer de Poesía. En 1917, después de la entrega de los primeros premios Pulitzer, el miembro de la Sociedad Edward J. Wheeler solicitó al presidente de la Universidad de Columbia que incluyera a la poesía, como categoría de premio. Después de recibir una respuesta del presidente, de que no se habían asignado fondos para otorgar un premio de poesía, Wheeler obtuvo 500 dólares estadounidenses de la época, en nombre de la Sociedad de parte de un mecenas del arte de la ciudad de Nueva York, para establecer el premio. La sociedad poética continuó brindando este apoyo hasta 1922, cuando la Universidad de Columbia y la Junta Pulitzer votaron a favor de regularizar un Premio Pulitzer de Poesía.

## Premios otorgados
En 1915, la Sociedad comenzó a otorgar premios en honor a la innovación y el dominio de la forma por parte de poetas estadounidenses emergentes y establecidos.
- Medalla Frost — por su trayectoria distinguida en poesía estadounidense. Instaurado en 1930; otorgado anualmente desde 1984.[5] La medalla se entregó por primera vez en 1930 a Jessie Rittenhouse, y a la memoria de Bliss Carmen y George Edward Woodberry. Durante los siguientes 53 años, la Medalla Frost se otorgó solo once veces, a poetas en el final de sus carreras. En 1984, se convirtió en un premio anual a un poeta vivo. Desde 1995, el destinatario de la Medalla Frost ha pronunciado la Conferencia Medalla Frost. Los galardonados reciben un premio de 5000 dólares estadounidenses. Robert Frost fue el cuarto receptor de la Medalla Frost, en 1941, después de haberse retirado de Amhers.
- Premio Shelley Memorial — ofrecido por la sociedad a un poeta que vive en los Estados Unidos y que es elegido sobre la base de su «genio y necesidad». Otorgado anualmente desde 1930, a excepción de 1933.
- Premio Cuatro Cuartetos — por una seeiw compilada y completa de poemas publicados en Estados Unidos en una revista, un capítulo o un libro impreso o en línea; presentado en asociación con la Fundación T.S. Eliot. Se otorga anualmente desde 2018.[6]

### Beca para publicar
A partir de 2003, la Sociedad comenzó a patrocinar un concurso anual de libros en espera de impresión, otorgando cuatro becas a poetas que aún no han publicado sus colecciones completas de poesía. Estas becas incluyen:
- La National Chapbook Fellowship  — otorgada a dos poetas estadounidenses que aún no han publicado su primer libro de poemas.
- The New York Chapbook Fellowship — otorgado a dos poetas neoyorquinos menores de 30 años, que aún no han publicado su primer libro de poemas.

### Premios anuales
Además de la Medalla Frost y el Premio Shelley, la Sociedad poética otorga los siguientes premios:
- Premio Writer Magazine/Emily Dickinson — otorgado a un poema inspirado en Emily Dickinson.
- Premio Cecil Hemley Memorial — otorgado por un poema lírico que aborda una inquietud filosófica o epistemológica.
- Premio de poesía lírica — otorgado por un poema lírico sobre cualquier temática.
- Premio Lucille Medwick Memorial — otorgado por un poema original en cualquier formato sobre un tema humanitario.
- Premio de poesía estudiantil Louise Louis/Emily F. Bourne — otorgado al mejor poema inédito de un estudiante de los grados 9 a 12 de Estados Unidos.
- Premio George Bogin Memorial — otorgado por una selección de cuatro o cinco poemas que utilizan un lenguaje original que refleje el encuentro de lo ordinario y lo extraordinario, y para tomar una posición contra la opresión, en cualquiera de sus formas.
- Premio Robert H. Winner Memorial — otorgado al trabajo original realizado a mitad de su carrera por un poeta que no ha tenido un reconocimiento sustancial.
- Premio Louis Hammer Memorial — otorgado por un poema distinguido de estilo surrealista.
- Premio Norma Farber al primer libro — por un primer libro de poesía original escrito por un estadounidense y publicado en tapa dura o blanda en una edición estándar.
- Premio William Carlos Williams — ofrecido por la sociedad al mejor libro de poesía publicado por una editorial pequeña, sin fines de lucro o universitaria.